# ロシアン・レッド
ロシアン・レッド（Russian Red、本名Lourdes Hernández（ルルデス・エルナンデス）、1985年 - ）は、スペインのフォークソング・シンガーソングライター。

## 経歴
スペインのマドリード出身。2008年にファースト・アルバム「I Love Your Glasses」をリリース。このアルバムがスペインのゴールドディスクを受賞した。音楽活動のほか、CMやファッション誌などへの起用もされ、スペインでは知られているアーティストの一人である。2011年12月に日本を含むアジア圏でもデビューを果たすなど、海外での活動も積極的に行っている。

## 名称の由来
ロシアン・レッドというのは本名ではなく、ソロ活動におけるステージネームである。彼女自身の好きな口紅にロシアンレッドというカラーがあり、そこからロシアン・レッドと名づけたことに由来する。

## 人物
スペインでは、その歌い方等からスペインのファイストとして知られている。スペイン人ではあるが英語歌詞の音楽を幼い頃から聞いていたため、自身の歌詞は英語で書く。

## ディスコグラフィー

### シングル
- They Don't Believe（2008年）
- Cigarettes（2008年）
- Perfect Time（2008年）
- I Hate You But I Love You（2011年）
- The Sun, The Trees（2011年）
- Everyday Everynight（2012年）
- My Love Is Gone（2012年）

### アルバム
- I Love Your Glasses（2008年）
- Fuerteventura（2011年）※日本版タイトル「フエルテベントゥーラより愛をこめて」
- Agent Cooper（2014年）※日本版タイトル「エージェント・クーパー」[2][5]

## 公式サイト
- russianred（公式サイト）